# Rumburak
Lão phù thủy Rumburak (Tiếng Séc: Rumburak, Rum-bu-rắc) là phần tiếp theo của bộ phim truyền hình giả tưởng Công chúa Arabela.

## Diễn viên
- Vladimír Menšík - ông Karel Majer
- Stella Zázvorková - bà Majerová
- Vladimír Dlouhý - Petr Majer
- Jana Nagyová - Công chúa Arabela
- Dagmar Patrasová - Công chúa Xénie
- František Peterka - Fantomas
- Milan Neděla - viên tướng
- Jiří Lír - královský rádce
- Luděk Kopřiva - ředitel školy
- Luba Skořepová - ježibaba
- Petr Svojtka - pháp sư Jiří
- Jana Andresíková - čarodějnice
- Jan Kraus - spolužák Petra
- Jiří Pleskot - školní inspektor
- Jiří Lábus - phù thủy Rumburak
- Josef Dvořák - vodník
- Jiří Kodet - režisér Novák
- Vlastimil Brodský - Král Hyacint
- Jiří Sovák - čaroděj Vigo
- Jiří Hrzán - televizní asistent Gros
- Iva Janžurová - cô giáo Milerová
- Ondřej Kepka - thằng Honzík
- František Filipovský - čert Blekota
- Stanislav Hájek - Pekota
- Jiří Krytinář - Mekota
- Václav Lohniský - zloděj Fousek
- Antonín Jedlička - učitel Adam
- Veronika Týblová - cô bé Mařenka
- Ivana Andrlová - spolužačka Petra
- Helena Růžičková - vypravěčka pohádek
- Věra Kalendová - žena v kuchyni
- Jana Drbohlavová - paní Hermanová
- Lenka Kořínková - pokojská
- Alena Procházková - expert umění
- Ludmila Roubíková - žena v kuchyni